# Moretti Fabbrica Automobili e Stabilimenti Carrozzeria
Moretti Fabbrica Automobili e Stabilimenti Carrozzeria (kurz: Moretti) war ein italienischer Automobil- und Karosseriehersteller, der zwischen 1925 und 1989 in Turin ansässig war. Bis in die 1950er-Jahre hinein konstruierte Moretti die Fahrzeuge einschließlich der Motoren selbst; später konzentrierte sich das Unternehmen auf Sonderkarosserien, die auf Fiat-Technik beruhten.

## Unternehmensgeschichte

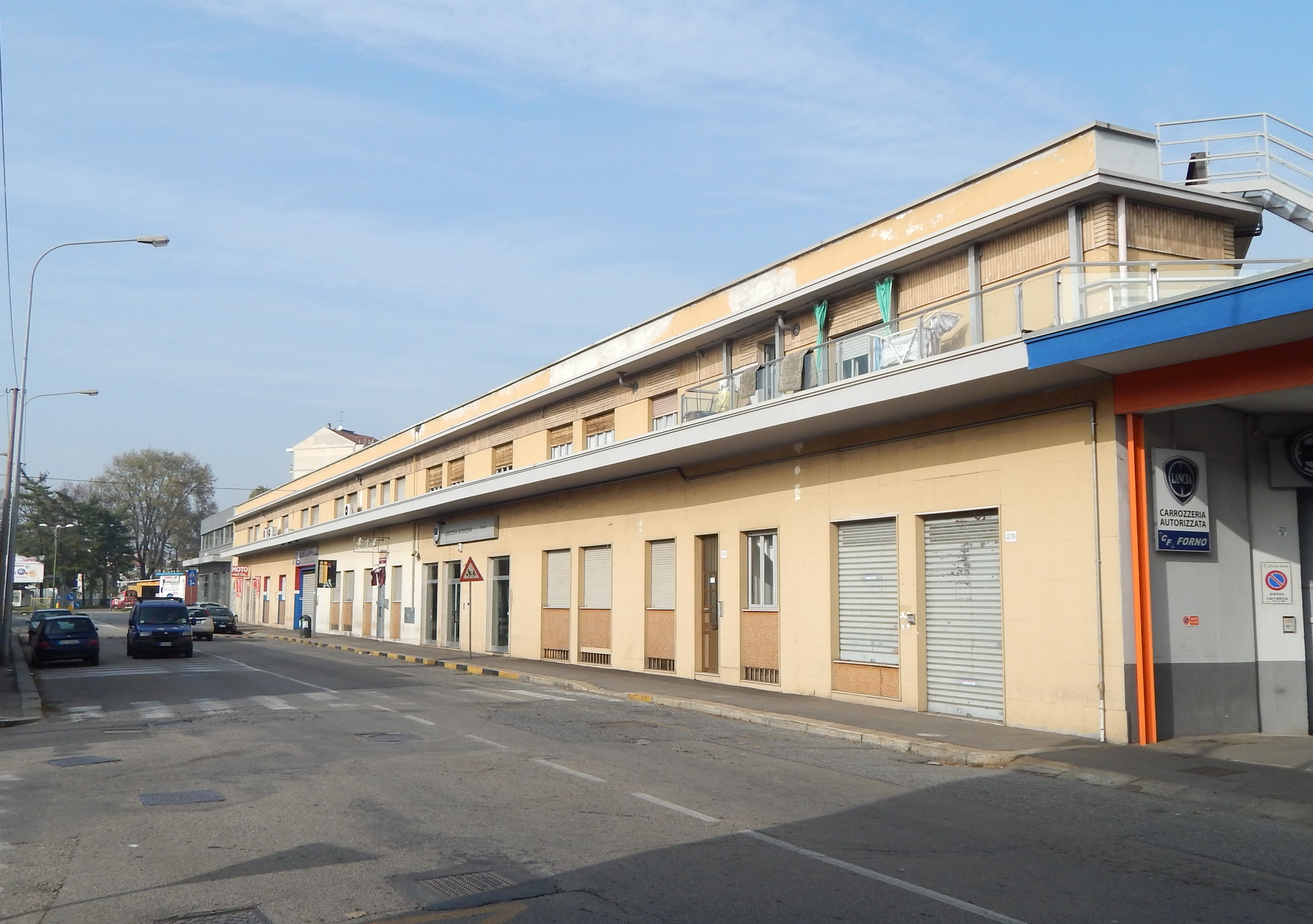
Morettis Werksanlagen in Turin

### Die Anfänge
Das Unternehmen wurde 1925 in Turin von Giovanni Moretti gegründet. Anfänglich stellte Moretti leichte Motorräder her; einige waren als Transportfahrzeuge mit drei Rädern und einer kleinen Ladefläche versehen. Bereits 1926 entstand das erste Automobil des Unternehmens, der Moretti 500. Hierbei handelte es sich um ein kleines Auto mit drei Sitzplätzen und einem Motorrad-Motor, von dem bis in die 1930er Jahre hinein zahlreiche Nachbauten gefertigt wurden.
Während des Zweiten Weltkriegs produzierte Moretti im Regierungsauftrag unterschiedliche Nutzfahrzeuge mit Elektroantrieb.

### Eigenkonstruktionen nach dem Krieg
1946 nahm Moretti die Produktion ziviler Automobile wieder auf. 1946 stellte das Unternehmen den Kleinwagen Cità vor, wenig später das Modell 600, das 1953 vom Moretti 750 abgelöst wurde. Moretti konstruierte die Karosserien und die Motoren selbst und verzichtete auf Fremdkomponenten.
Der 750 wurde in verschiedenen Versionen angeboten. Im Jahr 1955 etwa umfasste die Modellpalette Morettis ein Cabriolet, eine zweitürige Limousine, ein zweisitziges Coupé sowie einen Kombiwagen. Die Serie 750 wurde von einem 0,75 Liter großen Zweizylindermotor angetrieben, das 20 kW (27 PS) leistete.
1954 ergänzte Moretti die Modellpalette um die Serie 1200. Hierbei handelte es sich um eine größere Limousine und ein Sportcoupé, das von einem 1,2 Liter großen Reihenvierzylindermotor mit zwei obenliegenden Nockenwellen angetrieben wurde. Die Leistung des bei Moretti entwickelten Triebwerks wurde mit 46 kW (62 PS) angegeben.

### Konfektionär für Fiat
In den 1950er Jahren konkurrierten Morettis Fahrzeuge mit den Modellen 500 und 600 von Fiat. Sie waren gut konstruiert und sahen zeitgemäß aus; als kleiner Hersteller, der alle technischen Komponenten selbst entwickelte, konnte Moretti seine Fahrzeuge allerdings nicht annähernd zu den Preisen Fiats anbieten. Die Moretti-Modelle waren teilweise doppelt so teuer wie die Konkurrenzprodukte von Fiat. Mit dem zunehmenden Erfolg der Fiat-Modelle sank der Absatz von Morettis Autos spürbar. Ende der 1950er Jahre entschied sich das Unternehmen daraufhin, die Entwicklung eigener Fahrzeuge aufzugeben. Stattdessen stellte Moretti nunmehr Sonderfahrzeuge her, die auf der Großserientechnik von Fiat beruhten. Im Laufe der Jahre bot Moretti für nahezu jedes Fiat-Modell Spezialkarosserien an. Technische Grundlagen waren in den 1960er-Jahren die Fiat-Modelle 500, 600, 850, 1100, 1500 und 2300. Moretti offerierte alle möglichen Karosserieformen. Auf der Basis des Fiat 850 entstand beispielsweise eine viertürige Limousine; der Schwerpunkt der Produktion lag allerdings deutlich auf Coupé- und Cabrioletkarosserien. Auf der Technik des Fiat 850 etwa entstand der Moretti Sportiva, ein sportliches Coupé mit Heckmotor, das die Linien des Ferrari Dino 246 aufgriff. Der Moretti 2300 S und das leistungsstärkere Schwestermodell 2500 SS war ein großes Sportcoupé bzw. ein großer Roadster, der auf dem Fiat 2300 beruhte und im Bereich der Frontpartie Ähnlichkeiten mit einigen Entwürfen hatte, die Bertone für Ferrari erarbeitet hatte. Moretti behielt die Produktion von Coupés auf Fiat-Basis bis in die 1970er-Jahre hinein bei, allerdings wurde die Vielfalt der Karosserien zunehmend reduziert. Technische Grundlagen waren zuletzt der Fiat 127 und 128. Für sie bot Moretti ein Fließheck-Coupé sowie ein Targa-Coupé an. Hinzu kamen die Freizeitfahrzeuge 126 Minimaxi (Fiat 126) und 127 Midimaxi. Letzterer konkurrierte u. a. mit dem Fissore Scout der Carrozzeria Fissore.
Für die Gestaltung der meisten Karosserien beauftragte Moretti seit Ende der 1950er-Jahre das Turiner Designstudio von Giovanni Michelotti. Seit etwa 1960 verantwortete Michelottis Mitarbeiter Dany Brawand die meisten Moretti-Entwürfe. 1966 wechselte Brawand zu Moretti und nahm hier die Position des Chefstylisten ein. Bis 1989 gestaltete er alle Karosserien Morettis allein.
In den 1960er Jahren produzierte Moretti jeweils 2000 bis 3000 Fahrzeuge jährlich. Im darauf folgenden Jahrzehnt fiel die Produktionszahl auf weniger als ein Drittel früherer Werte. 1977 stellte Moretti daraufhin die serienmäßige Produktion von Coupé- und Cabrioletkarosserien ein; die Produktion der Freizeitfahrzeuge endete zu Beginn der 1980er-Jahre. Das Unternehmen stellte in den folgenden Jahren noch einige Sonderversionen der Modelle Panda und Uno her, darunter den Panda Rock und den Uno Folk, hatte damit aber keinen kommerziellen Erfolg mehr.
In den 1970er und 1980er Jahren entstanden daneben einige Prototypen, unter anderem ein Kombi auf der Basis der Alfa Romeo Giulietta; aus ihnen ergab sich aber jeweils keine Serienproduktion.
Ende 1989 stellte Moretti den Betrieb ein.

### Sonderkarosserien für Sportwagen
Außer den serienmäßig hergestellten eigenen Kleinwagen und Fiat-Ableitungen produzierte Moretti auf Kundenwunsch immer wieder Sonderkarosserien für italienische Sportwagen, darunter eine für den Maserati 3500 GT, der die Linien des Iso Grifo zitierte. Hierbei handelte es sich allerdings regelmäßig um Einzelstücke.

## Galerie

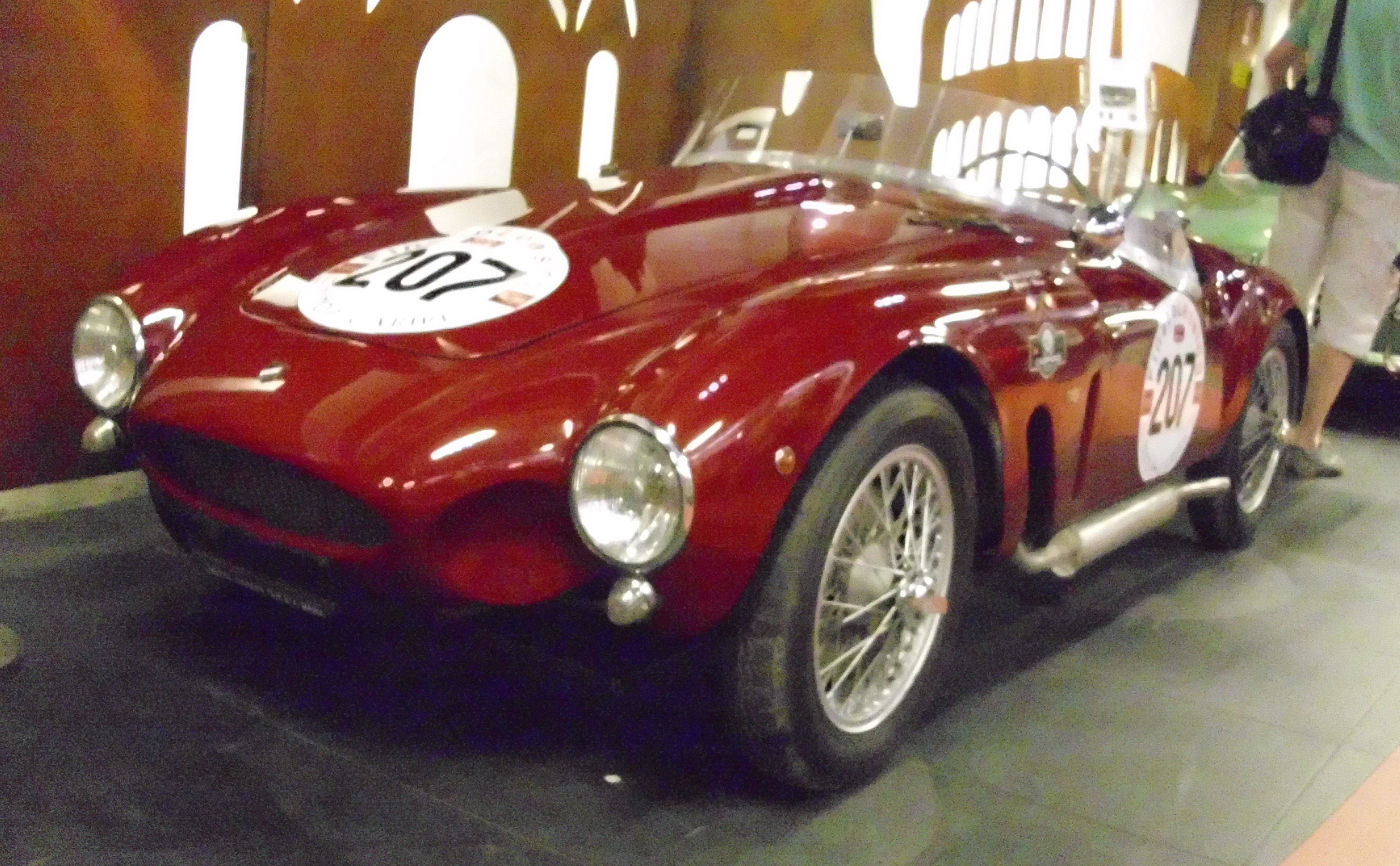
Moretti 750 S von 1953
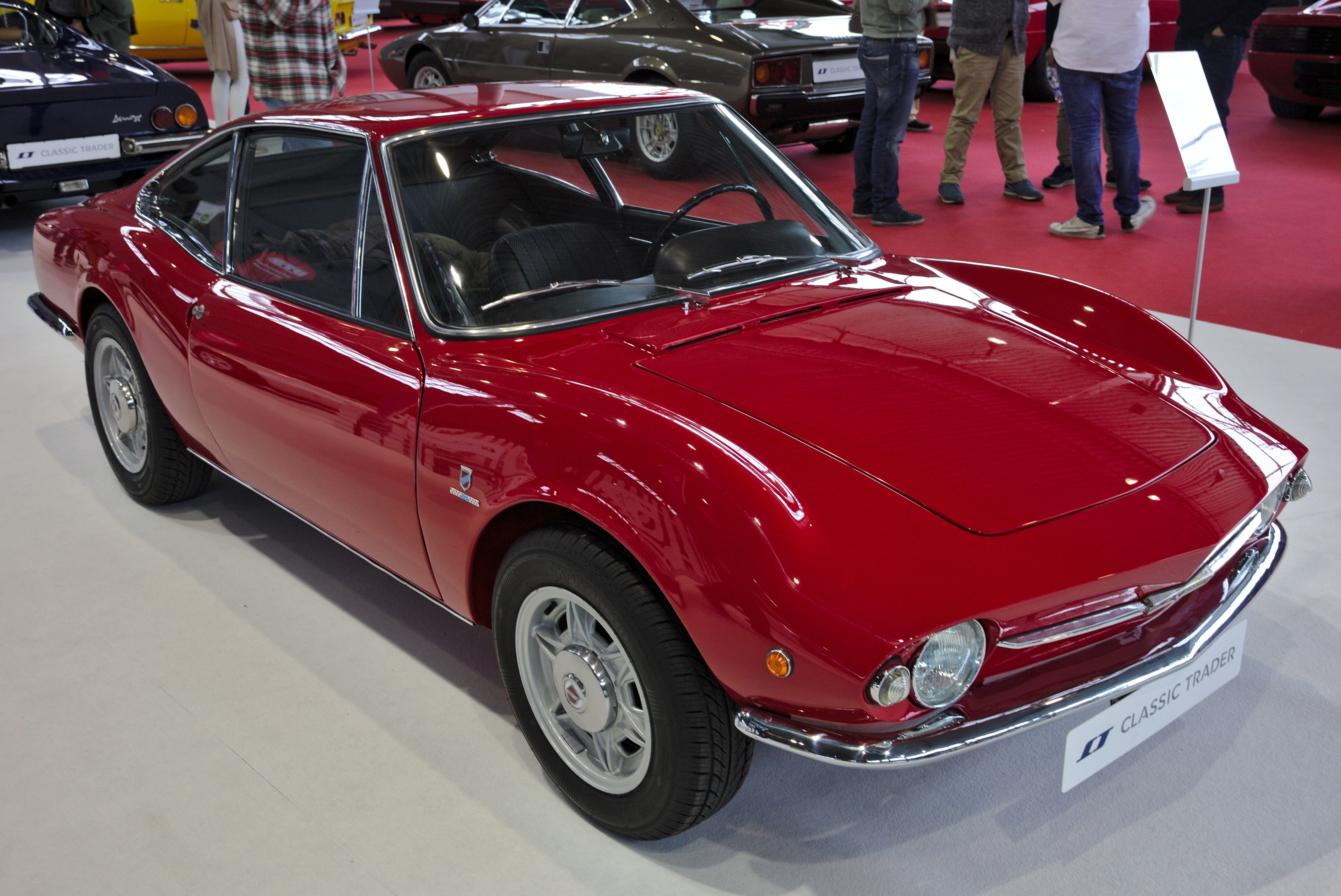
Moretti 850 SS Sportiva
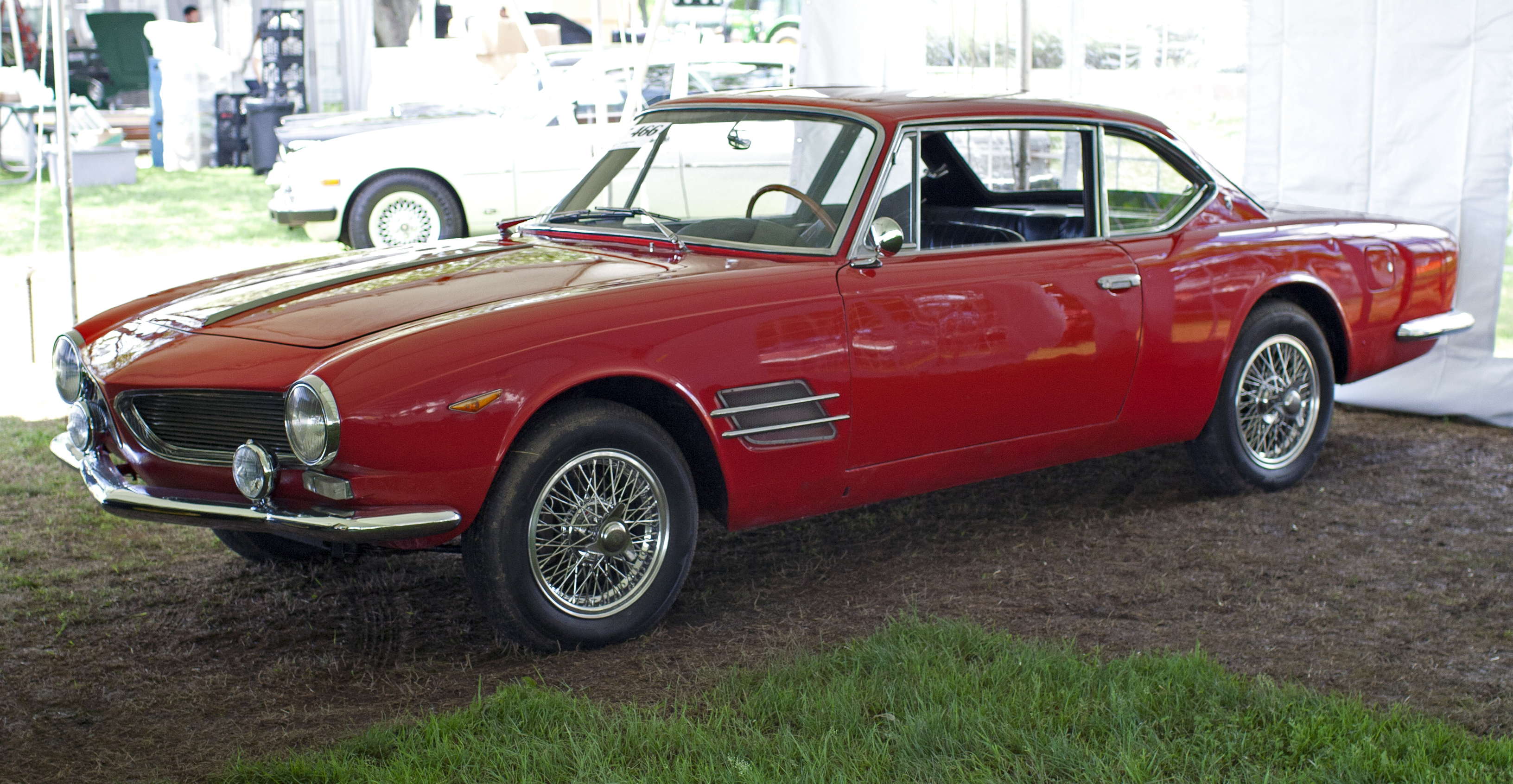
Größtes Moretti-Modell: 2500 SS Coupé
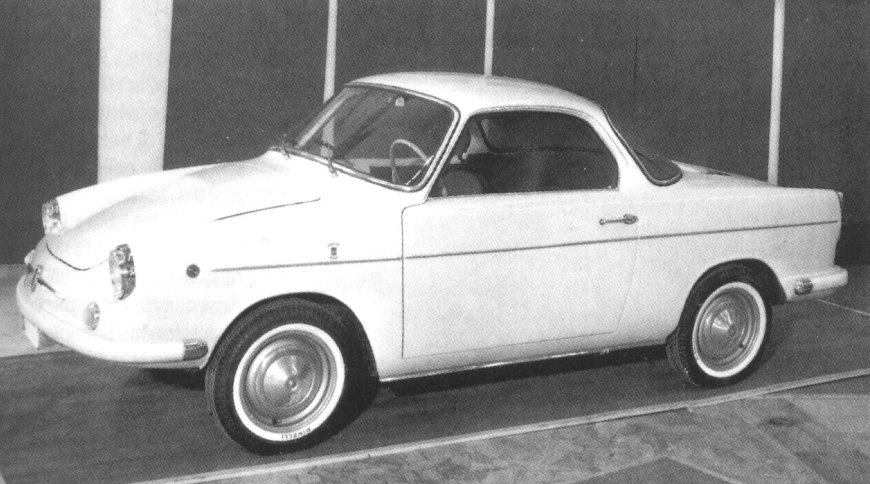
Moretti-Coupé auf der Basis des Fiat 500
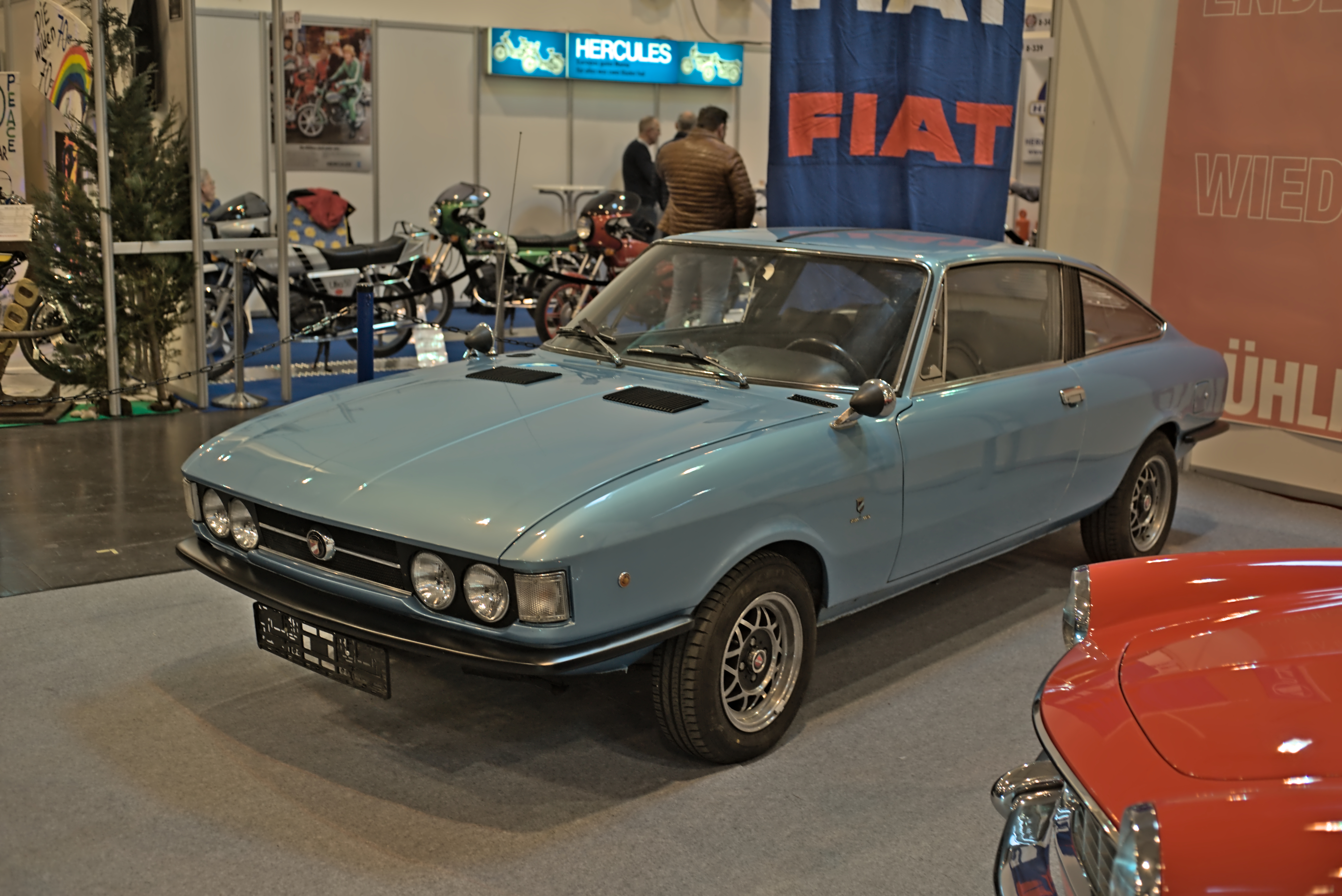
Sportwagen auf der Basis des Fiat 128 (1971)
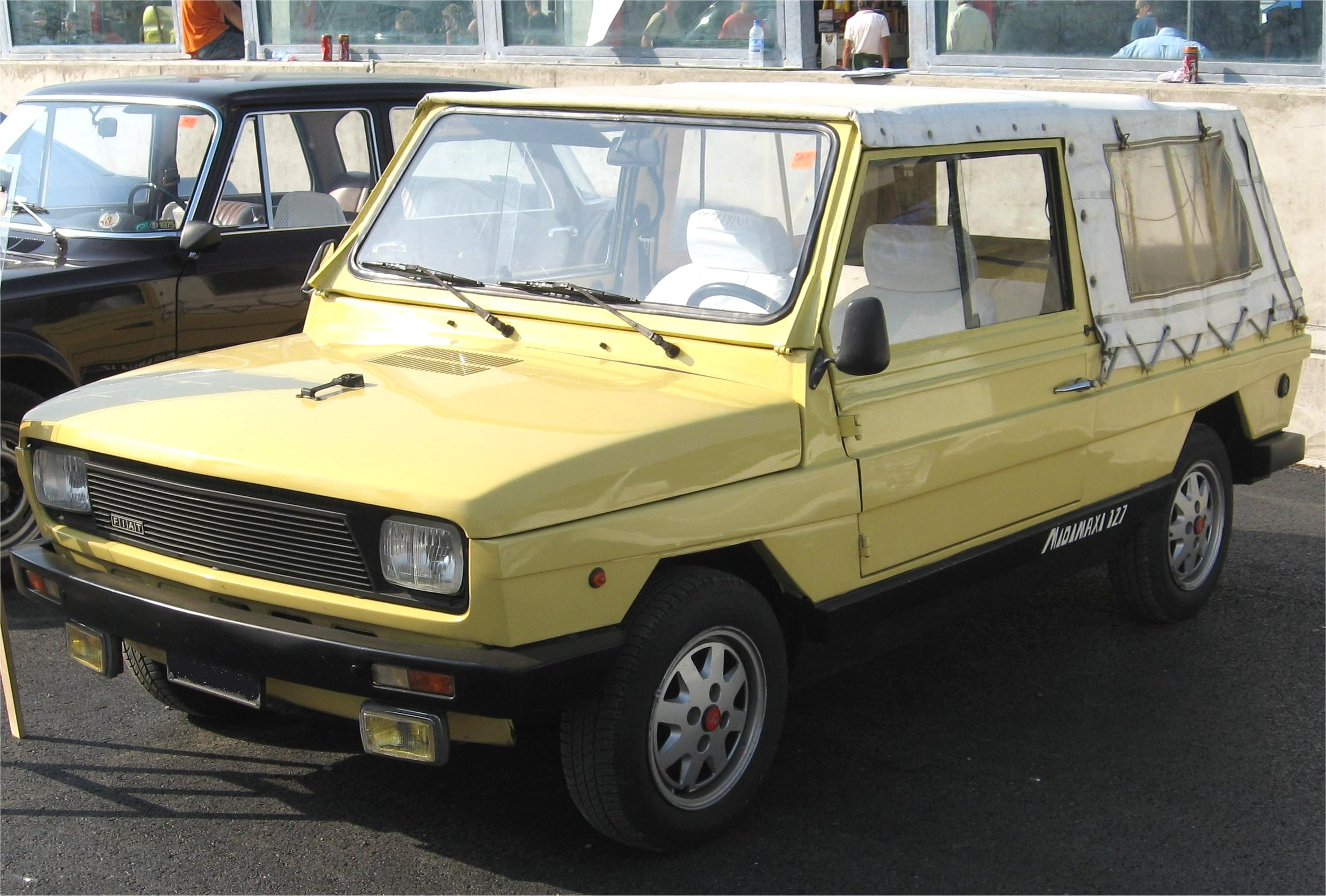
Moretti Midimaxi (Basis Fiat 127)